# Lyckebyån
Lyckebyån er en omkring 90 km lang å, der løber gennem den sydøstlige og østlige Småland og Blekinge. Åen udmunder i Østersøen ved Lyckeby i Karlskrona kommun. Afvandingsområdet er på ca. 811 km2 og består hovedsageligt af skov.
På fem steder langs Lyckebyån: Stekaremåla, Getasjö, Biskopsberg, Augerum og Lyckeby udvindes der vandkraft. Åen løber gennem naturreservatet Huvudhultakvarn i Emmaboda kommun.